# North Waltham
North Waltham est une paroisse civile et un village du Hampshire, en Angleterre.